# 夢見る 15歳
「夢見る 15歳」（ゆめみる フィフティーン）は、スマイレージ（後のアンジュルム）のメジャーデビューシングル。2010年5月26日にアップフロントワークス（hachamaレーベル）より発売された。

## 概要
プロデューサーのつんく♂より与えられた課題「目指せデビュー! スマイレージ笑顔キャンペーン」を達成したことによりリリースされた、メジャーデビュー作。
初回生産限定盤A、初回生産限定盤B、通常盤の3種。初回生産限定盤にはそれぞれDVDが付属している。店頭特典として対象の各店舗にてトレーディングカードが配布された。
発売を記念し、同年5月30日にラクーア・6月5日にイオン千種ショッピングセンターにてイベントが行われた。このうちラクーアでのイベントの模様はUstreamにて生放送され、AR（拡張現実）を用いたパフォーマンスにも挑戦。また、本作品のためにデコレーションしたトラックを都内で走らせるというプロモーションを展開した。
購入者対象の抽選イベントへの応募に使用するシリアルナンバーカードが全種に封入されている（通常盤は初回プレス分のみ）。イベントは6月6日に横浜BLITZ・26日にZepp OSAKAにて行われ、その模様を収録したDVDが9月27日に受注販売限定で発売された。

## 収録曲
全作曲：つんく
1. 夢見る 15歳
  - 作詞：つんく　編曲: 平田祥一郎
2. サンキュ! クレームブリュレの友情
  - 作詞: 亜伊林　編曲: 高橋諭一
3. 夢見る 15歳(Instrumental)

## シングルV
2010年6月2日に発売された、上記作品のシングルDVD。

### 収録内容
1. 夢見る 15歳
2. 夢見る 15歳(Close-up Ver.)
3. メイキング映像

## 参加メンバー
- 1期：和田彩花、前田憂佳、福田花音、小川紗季

## 参加ミュージシャン
夢見る 15歳
- プログラミング：平田祥一郎
- コーラス：CHINO

サンキュ！ クリームブリュレの友情
- プログラミング＆ギター：高橋諭一
- コーラス：CHINO